# Suzuki V-Strom 250
De Suzuki V-Strom 250, ook wel bekend als de DL250 (AL en AM), is een dual-sport motorfiets met een 248 cc straight-twin motor en een standaard rijhouding. Hij wordt sinds 2017 in China geproduceerd door Suzuki, als instapmodel voor de lichtere avontuurlijke motorfiets in de lijn van de Suzuki V-Strom 650, Suzuki V-Strom 1000 en de Suzuki V-Strom 1050 . De DL250 is geïmplementeerd om te concurreren met de BMW G310R en de 250/300 cc Kawasaki Versys . De DL250 werd in 2017 onthuld door Suzuki en was oorspronkelijk bedoeld voor de Aziatische markt.
De naam V-Strom is gekozen om de DL250 in lijn te houden met de andere V-Strom-modellen en combineert "V" verwijzend naar de grotere V-Strom-motorconfiguratie met de Duitse Strom, wat stroom of vermogen betekent. Al heeft de DL250 geen V-twin motor, maar een parallelle 2-cilinder motor.
De DL250 motorfiets is gebaseerd op de parallel 2-cilinder motor die oorspronkelijk ontworpen was voor de Suzuki GSX250R . Vanaf de release in 2017 tot 2020 was de fiets beschikbaar op de Europese, Australische en Aziatische markt. Vanaf 2021 is de V-Strom 250 niet langer beschikbaar in andere markten dan de Aziatische markt.

## Kenmerken
Het ontwerp van de Suzuki V-Strom 250 lijkt op de grotere V-strom modellen, inclusief de snavelachtige voorkuip. Hij is standaard uitgerust met ABS. Tevens is de motor voorzien van een aluminium onderkuip, Low RPM Assist en Suzuki Easy Start System. De instrumenten worden weergegeven op een nieuw, vol LCD- dashboard, dat ook een 12V DC-oplader bevat.

## Optionele uitrusting
Omdat de Suzuki V-Strom gericht is op een forenzen-, dagelijks gebruik en lichte avonturenmarkt, zijn er verschillende opties die een gebruiker kan kiezen. De opties omvatten aluminium koffers, middenstandaard, handkappen en spiegelverlengingssets.